# Слуп (Дечани)
Слуп (алб. Sllup) је насељено место у општини Дечани, на Косову и Метохији. Према попису становништва из 2011. у насељу је живело 338 становника.

## Становништво
Према попису из 2011. године, Слуп има следећи етнички састав становништва:
| Националност | 2011.         |
| Албанци      | 338 (100,00%) |
| Укупно       | 338           |

| Демографија | Демографија | Демографија |
| Година      | Становника  | Становника  |
| ----------- | ----------- | ----------- |
| 1948.       | 153         |             |
| 1953.       | 160         |             |
| 1961.       | 180         |             |
| 1971.       | 246         |             |
| 1981.       | 318         |             |
| 1991.       | 405         |             |
| 2011.       | 338         |             |